# 분에이
분에이(文永, ぶんえい)는 일본의 연호(元号) 중 하나이다.
- 전후 : 고초(弘長) 이후 - 겐지(建治) 이전.
- 시기 : 1264년 ~ 1274년
- 천황 : 가메야마 천황, 고우다 천황
- 쇼군 : 무네타카 친왕, 고레야스 친왕
- 싯켄 : 호조 나가토키, 마사무라, 도키무네

## 개원(改元)
- 고초 4년 2월 28일(율리우스력 1264년 3월 27일), 갑자혁령에 해당해 개원.
- 분에이 12년 4월 25일(율리우스력 1275년 5월 22일), 겐지로 개원된다.

## 출전
《후한서》 〈순열전〉의 “漢四百有六載，撥亂反正，統武興文, 永惟祖宗之洪業，思光啟乎萬嗣.”

## 분에이 시기에 일어난 일
- 2년
  - 쇼쿠코킨와카슈(続古今和歌集)가 완성되다.
- 3년
  - 고레야스 친왕이 가마쿠라 막부 제7대 쇼군에 취임하다.
- 4년
  - 고려의 사신이 몽골 제국의 대칸인 쿠빌라이 칸의 국서를 갖고 내항하다.
- 5년
  - 막부는 몽골의 답장을 거절할 것을 결정하고, 사이고쿠(西国)의 고케닌(御家人)들에게 연안 경비를 명하다.
- 8년
  - 고려의 삼별초가 일본에게 구원을 요청하다.
  - 조양필 등 몽골의 사자가 다시 일본에 오다.
  - 니치렌이 사도가시마에 유배되다.
- 9년
  - 2월 소동
- 11년
  - 몽골 제국·고려의 연합군이 쓰시마, 하카타만에 상륙하다. (분에이 전쟁)

### 죽음
- 원년
  - 호조 나가토키 (가마쿠라 막부의 싯켄. 향년 35세)
- 9년
  - 고사가 천황 (법황. 향년 53세)
  - 호조 도키아키
  - 호조 도키스케

## 서력과의 대조표
| 분에이 | 원년   | 2년    | 3년    | 4년    | 5년    | 6년    | 7년    | 8년    | 9년    | 10년   | 11년   | 12년   |
| ------ | ------ | ------ | ------ | ------ | ------ | ------ | ------ | ------ | ------ | ------ | ------ | ------ |
| 서력   | 1264년 | 1265년 | 1266년 | 1267년 | 1268년 | 1269년 | 1270년 | 1271년 | 1272년 | 1273년 | 1274년 | 1275년 |
| 간지   | 갑자   | 을축   | 병인   | 정묘   | 무진   | 기사   | 경오   | 신미   | 임신   | 계유   | 갑술   | 을해   |

## 같이 보기
- 일본의 연호 일람

| 이전 고초 | 일본의 연호 1264년 ~ 1275년 | 다음 겐지 |